# Classe ATC C03
La classe ATC C03, dénommée « Diurétiques », est un sous-groupe thérapeutique de la classification anatomique, thérapeutique et chimique, développée par l'OMS pour classer les médicaments et autres produits médicaux. La classe ATC vétérinaire correspondante dans la classification ATCvet est QC03. Le sous-groupe présenté ici est celui établi par l'OMS, et peut donc différer des versions dérivées utilisées dans certains pays. Il fait partie du groupe anatomique C de la classification, intitulé « Système cardio-vasculaire ».

## C03A Diurétiqueslow-ceiling, thiazidiques

### C03AA Thiazidiques non associés
C03AA01 Bendrofluméthiazide (en)
C03AA02 Hydrofluméthiazide (en)
C03AA03 Hydrochlorothiazide
C03AA04 Chlorothiazide
C03AA05 Polythiazide (en)
C03AA06 Trichlorméthiazide (en)
C03AA07 Cyclopenthiazide (en)
C03AA08 Méthyclothiazide (en)
C03AA09 Cyclothiazide (en)
C03AA13 Mébutizide (en)
« QC03AA56 » Trichlorméthiazide en association

### C03AB Thiazidiques et potassium en association
C03AB01 Bendrofluméthiazide et potassium
C03AB02 Hydrofluméthiazide et potassium
C03AB03 Hydrochlorothiazide et potassium
C03AB04 Bendrofluméthiazide et potassium
C03AB05 Chlorothiazide et potassium
C03AB06 Trichlorméthiazide et potassium
C03AB07 Cyclopenthiazide et potassium
C03AB08 Méthylclothiazide et potassium
C03AB09 Cyclothiazide et potassium

### C03AH Thiazidiques en association avec psycholeptiques et/ou analgésiques
C03AH01 Chlorothiazide en association
C03AH02 Hydrofluméthiazide en association

### C03AX Thiazidiques en association avec d'autres substances
C03AX01 Hydrochlorothiazide en association

## C03B Diurétiqueslow-ceiling, thiazidiques exclus

### C03BA Sulfamides non associés
C03BA02 Quinéthazone (en)
C03BA03 Clopamide (en)
C03BA04 Chlortalidone
C03BA05 Méfruside (en)
C03BA07 Clofénamide (en)
C03BA08 Métolazone
C03BA09 Méticrane (en)
C03BA10 Xipamide (en)
C03BA11 Indapamide
C03BA12 Clorexolone (en)
C03BA13 Fenquizone (en)
C03BA82 Clorexolone en association avec des psycholeptiques

### C03BB Sulfamides et potassium en association
C03BB02 Quinéthazone et potassium
C03BB03 Clopamide et potassium
C03BB04 Chlortalidone et potassium
C03BB05 Méfruside et potassium
C03BB07 Clofénamide et potassium

### C03BC Diurétiques mercuriels
C03BC01 Mersalyl

### C03BD Dérivés xanthiques
C03BD01 Théobromine

### C03BK Sulfamides en association avec d'autres substances
Classe vide.

### C03BX Autres diurétiqueslow-ceiling
C03BX03 Ciclétanine (en)

## C03C Diurétiques de l'anse

### C03CA Sulfamides non associés
C03CA01 Furosémide
C03CA02 Bumétanide
C03CA03 Pirétanide (en)
C03CA04 Torasémide

### C03CB Sulfamides et potassium en association
C03CB01 Furosémide et potassium
C03CB02 Bumétanide et potassium

### C03CC Dérivés de l'acide aryloxyacétique
C03CC01 Étacrynique acide (en)
C03CC02 Tiénilique acide (en)

### C03CD Dérivés de la pyrazolone
C03CD01 Muzolimine (en)

### C03CX Autres diurétiques de l'anse
C03CX01 Étozoline (en)

## C03D Diurétiques épargneurs potassiques

### C03DA Antagonistes de l'aldostérone
C03DA01 Spironolactone
C03DA02 Canrénoate de potassium
C03DA03 Canrénone (en)
C03DA04 Éplérénone

### C03DB Autres diurétiques épargneurs potassiques
C03DB01 Amiloride
C03DB02 Triamtérène

## C03E Diurétiques et épargneurs potassiques en association

### C03EA Diurétiqueslow-ceilinget épargneurs potassiques
C03EA01 Hydrochlorothiazide et épargneurs potassiques
C03EA02 Trichlorométhiazide et épargneurs potassiques
C03EA03 Épitizide et épargneurs potassiques
C03EA04 Altizide et épargneurs potassiques
C03EA05 Mébutizide et épargneurs potassiques
C03EA06 Chlortalidone et épargneurs potassiques
C03EA07 Cyclopenthiazide et épargneurs potassiques
C03EA12 Métolazone et épargneurs potassiques
C03EA13 Bendrofluméthiazide et épargneurs potassiques
C03EA14 Butizide et épargneurs potassiques

### C03EB Diurétiques de l'anse et épargneurs potassiques
C03EB01 Furosémide et épargneurs potassiques
C03EB02 Bumétanide et épargneurs potassiques

## C03X Autres diurétiques

### C03XA Antagonistes de la vasopressine
C03XA01 Tolvaptan
C03XA02 Conivaptan (en)